# Klubi Futbollistik Ferizaj
Il Klubi Futbollistik Ferizaj, meglio noto come Ferizaj, è una società calcistica kosovara con sede nella città di Ferizaj.
Milita nella Superliga e Futbollit të Kosovës, la massima serie del campionato kosovaro.

## Storia
Fondata nel 1923 come Klubi Futbollistik Ferizaj. Ha disputato il suo primo campionato per la prima volta nella massima serie del Kosovo nella stagione 2008-2009, terminando la stagione in ottava posizione in classifica.

## Palmarès

### Competizioni nazionali
- Liga e Parë: 1

2012-2013

### Altri piazzamenti
- Coppa del Kosovo:

Finalista: 2011-2012, 2012-2013

## Organico

### Rosa 2025-2026
Aggiornata al 2 agosto 2025.
| N. |                               | Ruolo | Calciatore                |
| -- | ----------------------------- | ----- | ------------------------- |
| 1  | Kosovo (bandiera)             | P     | Petrit Terziu             |
| 4  | Macedonia del Nord (bandiera) | D     | Antonio Ilieski           |
| 5  | Kosovo (bandiera)             | C     | Blendi Topalli            |
| 6  | Kosovo (bandiera)             | C     | Erion Salihu              |
| 12 | Macedonia del Nord (bandiera) | P     | Marko Jovanovski          |
| 13 | Germania (bandiera)           | D     | Ardit Topalaj             |
| 14 | Irlanda (bandiera)            | A     | Abdeen Abdul              |
| 15 | Macedonia del Nord (bandiera) | A     | Fatjon Jusufi             |
| 19 | Kosovo (bandiera)             | A     | Erion Sadriu              |
| 20 | Macedonia del Nord (bandiera) | D     | Filip Gligorov            |
| 21 | Kosovo (bandiera)             | D     | Qlirim Avdulli (capitano) |
| 22 | Kosovo (bandiera)             | A     | Betim Haxhimusa           |
| 23 | Macedonia del Nord (bandiera) | A     | Valmir Nafiu              |
| 24 | Kosovo (bandiera)             | A     | Redon Syla                |
| 26 | Kosovo (bandiera)             | C     | Gentrit Ramusa            |

| N. |                               | Ruolo | Calciatore                  |
| -- | ----------------------------- | ----- | --------------------------- |
| 30 | Kosovo (bandiera)             | P     | Elvis Shehu                 |
|    | Albania (bandiera)            | P     | Herdis Alliu                |
|    | Macedonia del Nord (bandiera) | D     | Ardit Iljazi                |
|    | Albania (bandiera)            | D     | Antonio Marku               |
|    | Kosovo (bandiera)             | D     | Rejan Thaçi (vice-capitano) |
|    | Macedonia del Nord (bandiera) | D     | Medzit Neziri               |
|    | Kosovo (bandiera)             | C     | Alban Shabani               |
|    | Kosovo (bandiera)             | C     | Planet Veseli               |
|    | Singapore (bandiera)          | C     | Harhys Stewart              |
|    | Croazia (bandiera)            | C     | Gabriel Groznica            |
|    | Macedonia del Nord (bandiera) | A     | Jakup Berisha               |
|    | Albania (bandiera)            | A     | Ergys Peposhi               |
|    | Kosovo (bandiera)             | A     | Riad Murseli                |
|    | Macedonia del Nord (bandiera) | A     | Remzifaik Selmani           |

### Staff tecnico
- Allenatore:  Arsim Abazi
- Vice-Allenatore:  Egzon Shabani
- Preparatore dei portieri: ?
- Preparatore atletico: ?
- Video Analyst:  Ergon Hyseni
- Medico sociale: ?
- Fisioterapista: ?
- Massaggiatore: ?